# Kuopion Palloseura
Il Kuopion Palloseura, noto anche come KuPS o KuPS Kuopio, è una società calcistica finlandese con sede nella città di Kuopio. Milita nella Veikkausliiga, la massima serie del campionato finlandese di calcio. Disputa le partite interne nella Magnum Areena, che ha una capacità di 3 500 spettatori.

## Storia
Il Kuopion Palloseura fu fondato il 16 marzo 1923 da un gruppo di 25 persone, riunitesi per creare una squadra di calcio per la città di Kuopio. Il 28 marzo 1923 avvenne l'affiliazione alla SPL, la federazione calcistica finlandese. Nei primi anni giocò solo partite amichevoli con squadre di Kuopio e delle città vicine, finché nel 1930 si iscrive al primo campionato. In quegli anni la squadra giocava con maglietta a righe bianco e verde e pantaloncini bianchi, ma nel 1935 vennero definite le divise di gioco: maglietta gialla, pantaloncini neri e calzini di colore giallo-nero. Inoltre, l'abbreviazione del nome passò da KPS a KuPS.
Nel 1947 il KuPS raggiunse la Mestaruussarja, la massima serie del campionato finlandese, per la prima volta. La stagione si concluse con la retrocessione, ma prontamente l'anno dopo il KuPS tornò in massima serie, dove rimase continuativamente fino al 1992. Il 1954 fu la prima stagione che vide due squadre di Kuopio in massima serie, il KuPS e il KPT. Due anni dopo, nel 1956, arrivò per il KuPS la vittoria del campionato per la prima volta nella sua storia. Il secondo titolo arrivò due anni dopo, mentre il terzo titolo arrivò nel 1966 a dieci anni di distanza dal primo. Grazie a questi successi il KuPS guadagnò l'accesso alla Coppa dei Campioni, anche se nell'edizione 1959-1960 rinunciò alla disputa del turno preliminare contro l'Eintracht Francoforte per motivi economici, mentre nell'edizione 1967-1968 fu subito eliminato dal Saint-Étienne. Nel 1968 il KuPS vinse la Suomen Cup per la prima volta, sconfiggendo in finale il KTP per 2-1. Negli anni settanta arrivarono altri due campionati vinti (1974 e 1976) e nel 1989 la seconda Suomen Cup.
Nel 1992 dopo 44 anni di presenza in massima serie arrivò la retrocessione in Ykkönen. I successivi 15 anni videro il KuPS alternarsi tra la prima (Veikkausliiga) e la seconda (Ykkönen) serie nazionale, con la caduta in Kakkonen, il terzo livello del campionato finlandese, nel 1998 e per un solo anno. La stagione 2006 iniziò con la conquista della Liigacup, grazie alla vittoria per 2-1 sul KooTeePee. In campionato, invece, il KuPS concluse al tredicesimo posto, venendo retrocesso in Ykkönen. Prontamente ritornato in Veikkausliiga, il KuPS ha poi alternato campionati di bassa classifica con campionati di alta classifica, come il secondo posto conquistato nella stagione 2010. Grazie a questo risultato partecipò alla UEFA Europa League nell'2011-2012, venendo eliminato al primo turno dai rumeni del Gaz Metan Mediaș.
Nel 2011 arrivò in finale della Suomen Cup, venendo sconfitto dall'HJK per 2-1 dopo i tempi supplementari. Poiché l'HJK aveva vinto anche il campionato, il posto in UEFA Europa League 2012-2013 passò al KuPS. Quella del 2012-2013 fu per il KuPS l'edizione di competizione europea in cui arrivò più lontano, avendo raggiunto il terzo turno preliminare, dove fu eliminato dai turchi del Bursaspor. Nel 2014 Il KuPS concluse la Veikkausliiga 2014 con un'incredibile linea statistica: 44-33-11-11-11-44-44, ossia 44 punti conquistati in 33 partite, frutto di 11 vittorie, 11 pareggi e 11 sconfitte, 44 reti realizzate e 44 subite.
Nel 2019 ha vinto il campionato per la sesta volta nella sua storia, quarantatré anni dopo l'ultimo successo.

## Palmarès

### Competizioni nazionali
- Campionato finlandese: 7

1956, 1958, 1966, 1974, 1976, 2019, 2024
- Ykkönen: 6

1945, 1948, 1993, 2000, 2004, 2007
- Kakkonen: 1

1998
- Suomen Cup: 5

1968, 1989, 2021, 2022, 2024
- Liigacup: 1

2006

### Altri piazzamenti
- Campionato finlandese:

Secondo posto: 1950, 1954, 1964, 1967, 1969, 1975, 1977, 1979, 2010, 2017, 2021, 2022, 2023
Terzo posto: 1953, 2018, 2020
- Suomen Cup:

Finalista: 2011, 2012, 2013
Semifinalista: 2010, 2015
- Liigacup:

Finalista: 2024
Semifinalista: 2013, 2023, 2025

## Statistiche e record

### Statistiche nelle competizioni UEFA
Tabella aggiornata alla fine della stagione 2019-2020.
| Competizione                  | Partecipazioni | G  | V | N | P  | RF | RS |
| ----------------------------- | -------------- | -- | - | - | -- | -- | -- |
| UEFA Champions League         | 4              | 6  | 0 | 1 | 5  | 4  | 21 |
| Coppa delle Coppe             | 2              | 4  | 0 | 2 | 2  | 2  | 7  |
| Coppa UEFA/UEFA Europa League | 9              | 20 | 8 | 4 | 10 | 21 | 38 |

### Risultati nelle competizioni UEFA per club
| Stagione  | Competizione       | Turno             | Club                  | Punteggio             | Totale    |
| --------- | ------------------ | ----------------- | --------------------- | --------------------- | --------- |
| 1959-1960 | Coppa dei Campioni | Turno preliminare | Eintracht Francoforte | il KuPS si è ritirato |           |
| 1967-1968 | Coppa dei Campioni | Turno preliminare | Saint-Étienne         | 0-2, 0-3              | 0-5       |
| 1969-1970 | Coppa dei Campioni | Primo turno       | Académica             | 0-1, 0-0              | 0-1       |
| 1975-1976 | Coppa dei Campioni | Primo turno       | Ruch Chorzów          | 0-5, 2-2              | 2-7       |
| 1976-1977 | Coppa UEFA         | Primo turno       | Öster                 | 3-2, 0-2              | 3-4       |
| 1977-1978 | Coppa dei Campioni | Primo turno       | Club Brugge           | 0-4, 2-5              | 2-9       |
| 1978-1979 | Coppa UEFA         | Primo turno       | B 1903                | 2-1, 4-4              | 6-5       |
| 1978-1979 | Coppa UEFA         | Secondo turno     | Esbjerg               | 0-2, 1-4              | 1-6       |
| 1980-1981 | Coppa UEFA         | Primo turno       | Saint-Étienne         | 0-7, 0-7              | 0-14      |
| 1990-1991 | Coppa delle Coppe  | Primo turno       | Dinamo Kiev           | 2-2, 0-4              | 2-6       |
| 2011-2012 | Europa League      | Secondo turno     | Gaz Metan Mediaș      | 1-0, 0-2              | 1-2       |
| 2012-2013 | Europa League      | Primo turno       | Llanelli              | 2-1, 1-1              | 3-2       |
| 2012-2013 | Europa League      | Secondo turno     | Maccabi Netanya       | 0-1, 2-1              | 2-2 (gfc) |
| 2012-2013 | Europa League      | Terzo turno       | Bursaspor             | 1-0, 0-6              | 1-6       |

## Organico

### Rosa 2025
Aggiornata al 7 luglio 2025.
| N. |                           | Ruolo | Calciatore             |
| -- | ------------------------- | ----- | ---------------------- |
| 1  | Austria (bandiera)        | P     | Johannes Kreidl        |
| 4  | Brasile (bandiera)        | D     | Paulo Ricardo Ferreira |
| 6  | Finlandia (bandiera)      | A     | Saku Savolainen        |
| 7  | Finlandia (bandiera)      | C     | Jerry Voutilainen      |
| 8  | Finlandia (bandiera)      | C     | Petteri Pennanen       |
| 10 | Finlandia (bandiera)      | C     | Doni Arifi             |
| 11 | Finlandia (bandiera)      | A     | Agon Sadiku            |
| 12 | Finlandia (bandiera)      | P     | Aatu Hakala            |
| 13 | Finlandia (bandiera)      | C     | Jaakko Oksanen         |
| 14 | Finlandia (bandiera)      | C     | Samuel Pasanen         |
| 15 | Costa d'Avorio (bandiera) | D     | Ibrahim Cissé          |
| 16 | Finlandia (bandiera)      | D     | Samuli Miettinen       |
| 17 | Finlandia (bandiera)      | C     | Arttu Heinonen         |
| 18 | Finlandia (bandiera)      | C     | Eemil Tanninen         |
| 19 | Kosovo (bandiera)         | A     | Dion Krasniqi          |

| N. |                      | Ruolo | Calciatore            |
| -- | -------------------- | ----- | --------------------- |
| 20 | Guinea (bandiera)    | A     | Mohamed Toure         |
| 21 | Finlandia (bandiera) | A     | Joslyn Luyeye-Lutumba |
| 22 | Finlandia (bandiera) | D     | Niko Hämäläinen       |
| 23 | Finlandia (bandiera) | D     | Arttu Lötjönen        |
| 24 | Ghana (bandiera)     | D     | Bob Nii Armah         |
| 25 | Ghana (bandiera)     | D     | Clinton Antwi         |
| 26 | Finlandia (bandiera) | C     | Roope Salo            |
| 29 | Ghana (bandiera)     | D     | Derrick Atta Agyei    |
| 30 | Finlandia (bandiera) | C     | Lauri Sahimaa         |
| 31 | Finlandia (bandiera) | D     | Tatu Hukkanen         |
| 32 | Finlandia (bandiera) | D     | Rasmus Tikkanen       |
| 34 | Finlandia (bandiera) | C     | Otto Ruoppi           |
| 37 | Finlandia (bandiera) | P     | Miilo Pitkänen        |
|    | Ghana (bandiera)     | C     | Sadat Seidu           |